# Amphisphaeria bufonia
Amphisphaeria bufonia är en svampart som först beskrevs av Berk. & Broome, och fick sitt nu gällande namn av Ces. & De Not. 1863. Amphisphaeria bufonia ingår i släktet Amphisphaeria och familjen Amphisphaeriaceae.  Arten är reproducerande i Sverige. Inga underarter finns listade i Catalogue of Life.